# Comă
În medicină, o comă este o stare de inconștiență care durează mai mult de șase ore. O persoană aflată în stare de comă, deși este în viață, procesele ei interne continuând să funcționeze, nu poate să fie deșteptată, nu răspunde în mod conștient la durere, lumină sau sunet, nu inițiază nicio acțiune voluntară și îi lipsește ciclul normal de somn și trezire. Individul comatos, chiar dacă poate să facă impresia de a fi treaz, nu simte, nu vorbește, nu aude și nu se mișcă în mod conștient și intenționat.
Etimologie: în limba greacă veche (κῶμα kõma) însemnă „somn adânc”.
După ultimele studii s-a constatat că pacienții în stare comatoasă ar fi mai sensibili și recepționează cu mult mai mult din mediul înconjurător, decât s-a presupus până în prezent. Această informație ar fi importantă în procedeele de tratament.

## Gradele comei
1. Coma de gradul I[2]  (vigilă) – pierderea incompletă a funcțiilor de relație, obținându-se reacție motorie sau verbală la stimuli nociceptivi, fără tulburări vegetative.
2. Coma de gradul II (propriu-zisă)– pierderea completă a funcțiilor de relație, dar cu conservarea funcțiilor vegetative.
3. Coma de gradul III (carrus) – abolirea funcțiilor de relație, însoțită de tulburări vegetative.
4. Coma de gradul IV (depășită) – abolirea functiilor de relație și a celor vegetative,organismul fiind menținut în viață exclusiv prin mijloace artificiale și supraviețuirea încetând odată cu întreruperea mijloacelor de protejare.